# Větrný mlýn v Kostelci nad Černými lesy
Větrný mlýn v Kostelci nad Černými lesy je zaniklý mlýn holadského typu, který stál přibližně 700 metrů jihozápadně od centra Kostelce při ulici Pražská, na místě domu čp. 376 na stavební parcele k.č. 437.

## Historie
Větrný mlýn postavil roku 1866 místní zednický mistr Karel Kůrka. Za 155 zlatých koupil kus pole o výměře 333 sáhů čtverečních od manželů Niklových a na něm postavil unikátní osmiboký větrný mlýn, který měl konstrukci s větrným kolem umístěnu horizontálně nad vlastní budovou.
Kůrka se postupně zadlužil, protože živnost nevynášela, a mlýn byl 13. července 1873 zabaven a po veřejné dražbě prodán místní občanské záložně, největšímu věřiteli, za 635 zlatých. Po roce 1878 zde byla zřízena továrna na hliněné zboží a místo přestavěno.
V části do dvora jsou patrné obrysy budovy osmiboké stavby a uvnitř domu jsou dochovány zbytky původního zdiva.

## Starší mlýn
První větrný mlýn stál v Kostelci v 18. století přibližně v místech pily v Jevanské ulici při knížecí cihelně. Jednalo se o mlýn německého typu. Jeho existence je doložena dopisem majitelky Černokosteleckého panství vévodkyně Marie Terezie Savojské z 15. března 1755, ve kterém  povolila svým úředníkům stavbu větrného mlýna u městečka Kostelce směrem k Bohumili s rozpočtem 229 zlatých rýnských. Pro mlynáře měl být u mlýna postaven také přízemní domek s klasickým uspořádáním se světnicí, síní, černou kuchyní a jednou komorou.